# Ichneumon bicingulus
Ichneumon bicingulus là một loài tò vò trong họ Ichneumonidae.